# Calling Dr. Gillespie
Calling Dr. Gillespie è un film statunitense del 1942 diretto da Harold S. Bucquet.